# Гадюка носата
Гадюка носата (Vipera ammodytes) — вид змій родини гадюкових (Viperidae). Поширений у Середземномор'ї та Західній Азії. Мешканець середземноморських ландшафтів.  Отруйна змія. Описано 3 підвиди.

## Опис

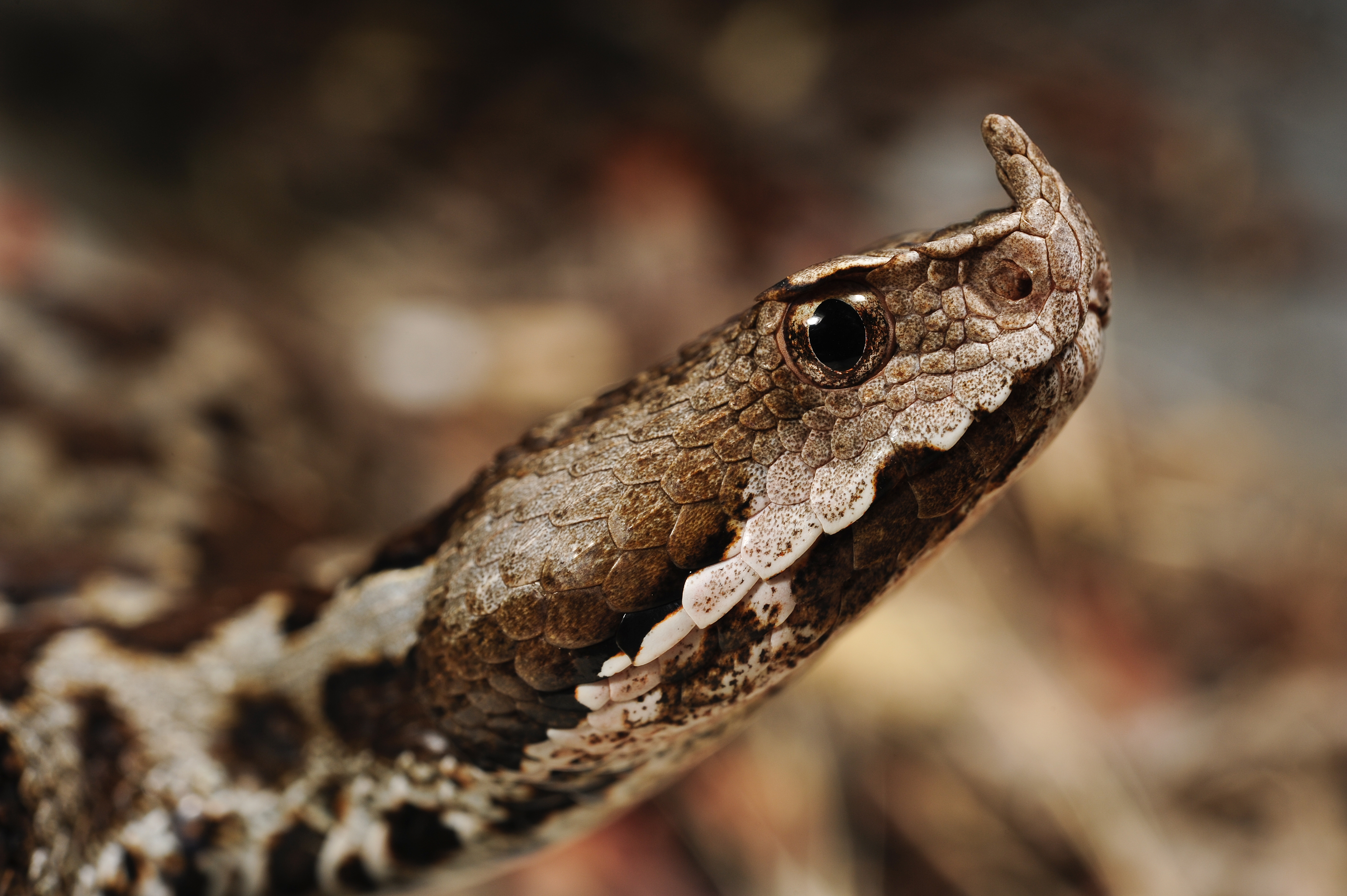

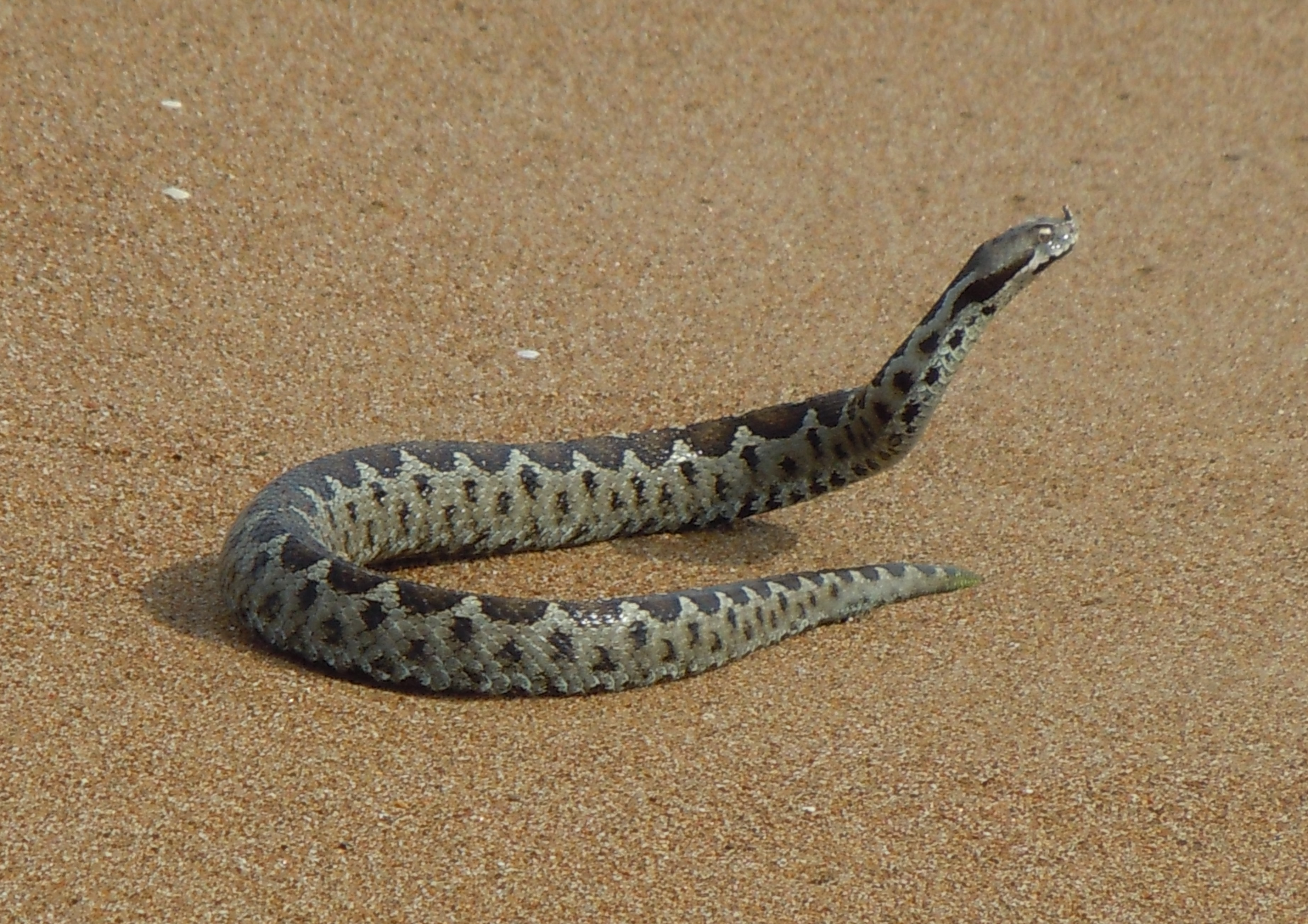
Гадюка носата в Греції

Змія середнього розміру, з товстим, сильним тілом завдовжки до 95 см. Спостерігається статевий диморфізм — самці більші за самиць.Довжина тіла (L. — довжина тіла від кінчика морди до клоаки) може сягати 89 см. Хвіст (L.cd.) короткий: співвідношення  L./L.cd. складає 6,0—10,0. Голова округло-трикутна, чітко відмежована від шиї. Очі з вертикальною зіницею. На кінчику морди розташований загострений м'який шип довжиною 3—5 мм, вкритий лусочками й спрямований вгору й трохи вперед. На задньому краї верхньощелепної кістки великі трубчасті отруйні зуби. На піднебінних, крилоподібних і зубних кістках є звичайні (не трубчасті) зуби.

### Лускатий покрив
Тіло вкрите лускою з реберцями. Навколо середини тулуба (Sq.) 21—23 лусок. Тулуб знизу вкритий одним рядом дуже розширених черевних щитків (Ventr.), яких налічується 133—162, підхвостових щитків (Scd.) — 24—40 пар. Анальний щиток 1.
Голова зверху вкрита дрібною лускою з реберцями, але луска морди часто гладенька. Передлобні та міжносові щитки відсутні. Носовий щиток відділений міжщелепного носоміжщелепними. Верхньогубних щитків 8.

### Забарвлення
Забарвлення спинної сторони тіла мінливе — сірого, бурого або червонуватого кольору з широким темним зигзагом уздовж спини, який іноді розпадається на окремі плями. Черево жовтувато-сіре з темними цяточками, а низ хвоста яскраво-червоний, жовтий або зеленуватий.

## Поширення
Мешкає від Північно-Східної Італії та Південної Австрії через Словенію, Хорватію, Чорногорію, Сербію, Македонію, Боснію і Герцеговину, Албанію, Грецію, Болгарію, Південну Румунію й Малу Азію до Західного Закавказзя. В Егейському морі вона населяє архіпелаг Кіклади, на південному сході зустрічається в Туреччині, Сирії та Лівані.

## Особливості біології
Населяє кам'янисті схили, порослі чагарником, осипи та обриви в долинах річок, старі каменоломні, сонячні сухі узлісся, щебенисті гірські схили з середземноморською рослинністю. Нерідко поселяється поблизу людського житла, використовуючи кам'яні паркани або купи каміння в дворах і біля доріг як сховища. Мешкає на висотах від рівня моря до 2500 м над рівнем моря.
Велику частину часу проводить на землі, але в теплий сонячний день любить забиратися на гілки чагарника. Добре плаває, може цілком занурюватися у воду. Ранньою весною, після зимівлі, іноді полює вдень, але в інший час року вибирає для полювання сутінки і першу половину ночі.
Гадюка носата належить до яйцеживородних змій. Парування відбувається з березня по травень. Самці влаштовують шлюбні турніри. Два самця сплітаються задніми частинами тіла, піднімають передню частину і, зігнувшись S-подібно, впираються один в одного бічною стороною голови. Кожен із суперників намагається відтіснити голову іншого убік, проте борці ніколи не застосовують зуби. У серпні — вересні самиці народжують до 20 дитинчат довжиною 20—23 см. Максимальна тривалість життя може сягати 22 роки.
Живиться мишоподібними гризунами, землерийками, дрібними птахами і пташенятами, зрідка ящірками. Для знерухомлення жертви використовує отруту. Найбільш чутливими до отрути є гризуни та птахи. Один раз укушені миші гинуть через 8—10 хвилин, після 3-х укусів — через 4 хвилини.  

## Охорона
Стан більшості природних популяцій виду в межах ареалу залишається більш-менш стабільним. Саме тому він, згідно Червоного списку МСОП, отримав охоронний статус «відносно благополучний вид». Але в окремих регіонах спостерігається тенденція до зниження чисельності популяції виду, що потребує запровадження охоронних заходів. Тому гадюка носата занесена до Додатку ІІ Бернської конвенції (охоронна категорія: вид підлягає особливій охороні), а також до Директиви Європейського Союзу 92/43/ЄС «Про збереження природних оселищ та видів природної фауни і флори» (Додаток IV. Види рослин і тварин, що становлять особливий інтерес для Європейського Союзу, які потребують суворих заходів охорони).

## Практичне значення
Отрута гадюки досить небезпечна для людини, наділена нейротоксичною, гемотоксичною, протеолізовою властивістю. Випадки смертельних результатів для людини не відомі, хоча може представляти серйозну небезпеку для дітей.
Отрута гадюки носатої використовується для виробництва протиотрути від укусів інших європейських гадюк, для чого змій успішно розводять у серпентаріях.

## Систематика
Описано 3 підвиди:
- Vipera ammodytes ammodytes (номінативний підвид; поширений в Італії,  Словенії, Хорватії, Чорногорії, Сербії, Македонії, Боснії і Герцеговині, у Західній Румунії та Північно-Західній Болгарії);
- Vipera ammodytes meridionalis (поширений Албанії, Греції,  Туреччині та Сирії;
- Vipera ammodytes montandoni (поширений у Східній Румунії, а також Східній і Південній Болгарії).

Донедавна в межах виду виділяли також підвид Vipera ammodytes transcaucasiana, поширений в Туреччині, Ірані та Грузії. На основі детальних досліджень підвид виділено в самостійний вид — гадюка закавказька (Vipera transcaucasiana).